# Селемет
Селемет (рум. Selemet) — село в Молдові в Чимішлійському районі. Утворює окрему комуну.